# کوجی یامامورو
کوجی یامامورو (به انگلیسی: Koji Yamamuro) ژیمناست زادهٔ ۱۷ ژانویهٔ ۱۹۸۹ میلادی اهل کشور ژاپن است.